# Barbara Hale

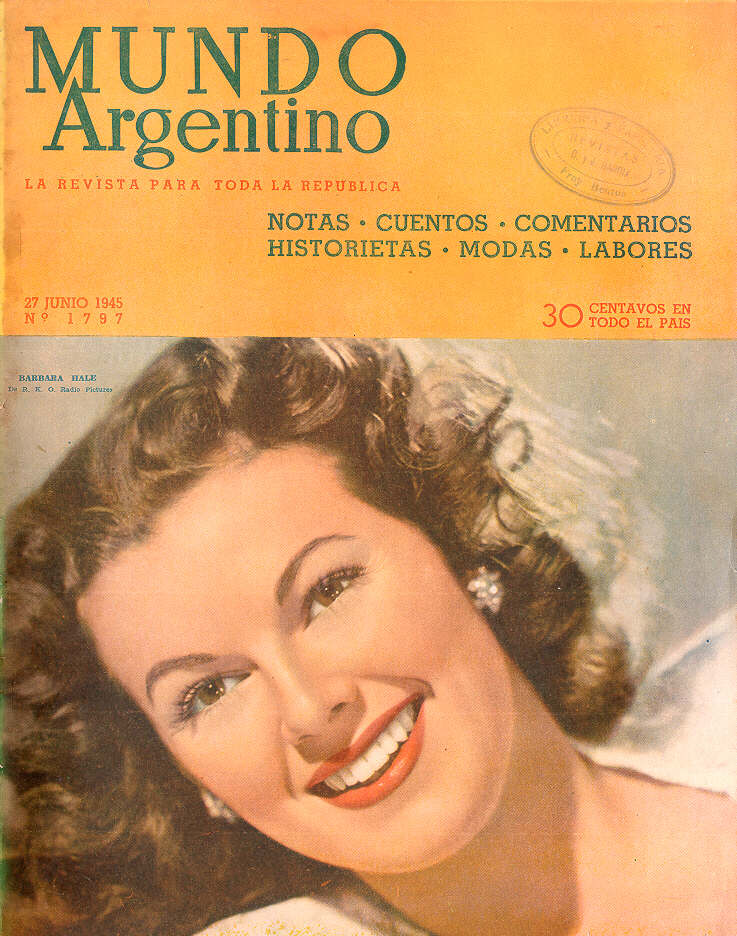
Barbara Hale in Mundo Argentino (1945)

Barbara Hale (DeKalb (Illinois), 18 april 1922 – Sherman Oaks, 26 januari 2017) was een Amerikaans actrice.

## Loopbaan
Voor haar vertolking van Della Street in de misdaadserie Perry Mason won Hale in 1959 een Emmy Award en werd hier in 1961 nogmaals voor genomineerd. Dit personage speelde ze in meer dan 250 afleveringen (1957-1966) en in dertig televisiefilms (1985-1995). Tevens was Hale vanaf haar acteerdebuut in Gildersleeve's Bad Day (1943) in meer dan veertig rollen op het witte doek te zien, hoewel ze tot haar achtste filmoptreden (Higher and Higher) moest wachten tot ze met haar naam op de aftiteling werd vermeld.

## Privéleven
Hale trouwde in 1946 met acteur Bill Williams (1915-1992). Samen kregen ze twee dochters en een zoon. Zoon William Katt werd net als zijn ouders acteur. Hale verscheen samen met hem in Big Wednesday en in negen Perry Mason-televisiefilms. Haar echtgenoot Williams verscheen eerder naast haar in vier afleveringen van de gelijknamige televisieserie.
Barbara Hale overleed in 2017 op 94-jarige leeftijd in haar woning in Sherman Oaks in Californië.

## Filmografie
*Exclusief 30+ televisiefilms
| - Big Wednesday (1978) - The Giant Spider Invasion (1975) - The Red, White, and Black (1970) - Airport (1970) - Buckskin (1968) - Desert Hell (1958) - Slim Carter (1957) - The Oklahoman (1957) - 7th Cavalry (1956) - The Houston Story (1956) - The Far Horizons (1955) - Unchained (1955) - A Lion Is in the Streets (1953) - Lone Hand (1953) - Seminole (1953) - Last of the Comanches (1953) - The First Time (1952) - Lorna Doone (1951) - Emergency Wedding (1950) - The Jackpot (1950) - And Baby Makes Three (1949) | - Jolson Sings Again (1949) - The Window (1949) - The Clay Pigeon (1949) - The Boy with Green Hair (1948) - A Likely Story (1947) - Lady Luck (1946) - First Yank Into Tokyo (1945) - West of the Pecos (1945) - The Falcon in Hollywood (1944) - Heavenly Days (1944) - Goin' to Town (1944) - The Falcon Out West (1944) - Prunes and Politics (1944) - Higher and Higher (1943) - Around the World (1943) - Government Girl (1943) - Gildersleeve on Broadway (1943) - The Iron Major (1943) - The Seventh Victim (1943) - Mexican Spitfire's Blessed Event (1943) - Gildersleeve's Bad Day (1943) |

- Biblioteca Nacional de España: XX1740590
- Bibliothèque nationale de France: cb14049698x (data)
- Catàleg d'autoritats de noms i títols de Catalunya: 981058609976806706
- Gemeinsame Normdatei: 1078423393
- International Standard Name Identifier: 0000 0000 5944 6315
- Library of Congress Control Number: n85376732
- MusicBrainz: 8fec6b34-1132-4618-950b-22015060377e
- SNAC: w6dr6dc9
- Système universitaire de documentation: 075668882
- Virtual International Authority File: 56812544
- WorldCat: E39PBJqQCJJ8x89HTWC3FMMwYP